# Sacra corona unita
 (juin 2013).
Si vous disposez d'ouvrages ou d'articles de référence ou si vous connaissez des sites web de qualité traitant du thème abordé ici, merci de compléter l'article en donnant les références utiles à sa vérifiabilité et en les liant à la section « Notes et références ».
La Sacra corona unita (SCU) est une organisation mafieuse italienne basée dans la région des Pouilles. Issue de l'union de mafieux originaires d'autres régions italiennes et de bandits locaux dans le but de contrôler le territoire, elle s'est affirmée comme une véritable mafia indépendante et exerçant son emprise sur les Pouilles.

## Étymologie
Par Sacra Corona Unita (« Couronne sacrée unie » en français), il faut comprendre :
- Sacra : l'entrée d'un affilié dans l'organisation équivaut à un baptême ou un sacrement religieux ;
- Corona : en référence au rosaire utilisé dans les processions ;
- Unita : unie et forte « comme les maillons d'une chaîne ».

## Historique

### Origine
La SCU est fondée le 25 décembre 1981 dans la prison de Trani par Giuseppe Rogoli. Il fonde une famille en Belgique dans les années 1960, avant de retourner en Italie dans le but de résister aux tentatives de la nouvelle Camorra de Raffaele Cutolo qui cherche à s'installer dans les Pouilles. La 'Ndrangheta et la Cosa nostra tentaient aussi de s'implanter dans la région depuis la fin des années 1970. La SCU était déterminée à défendre son territoire des convoitises d'autres groupes, particulièrement sur la péninsule du Salente. Les Pouilles étaient divisées en territoires correspondant aux principaux centres : Lecce, Brindisi et Tarente.
Les parrains régionaux, tels Baiguera, Lo Savio, Bizzotto et Di Padovano, deviennent vite autonomes. Dans les années 1980, ils sont souvent en guerre ouverte, tout en étant capables de s'allier contre les ingérences extérieures. De nombreuses familles émigrent également vers la Suisse, la Belgique, l'Allemagne, tout en continuant à détenir une partie du pouvoir.
En 1990, à la suite des attentats perpétrés par le groupe contre les tribunaux de Lecce, la SCU est officiellement reconnue comme organisation mafieuse.

### L'«Opération Salente»
L'Opération Salente, qui débute le 10 mai 1995 et se termine le 3 novembre 1995, est destinée à la lutte contre la Sacra Corona Unita et l'immigration clandestine sur les côtes des Pouilles. Elle mobilise 1 713 militaires de l'armée de terre italienne. Elle a des aspects positifs dans la lutte contre la mafia. Les actions menées par les agents sont les suivantes :
- 1 650 parcelles fouillées ;
- 10 enquêtes en profondeur ;
- 767 inspections de véhicules automobiles ;
- 2 604 identifications de personnes ;
- 3 029 détentions illégales d'immigrés ;
- 10 suspects arrêtés.

Les délits relevés sont suffisamment graves et nombreux pour décapiter l'organisation. En 1996 : Antonio Pagano, capo en cavale de la SCU, est arrêté dans les environs de Rome. Il avait déjà été condamné par défaut en 1991 pour homicide, association mafieuse et trafic de drogue. On le soupçonne par ailleurs d'avoir mené une opération de contrebande de cigarettes à destination du Monténégro. En 1999, 3495 personnes sont inculpées et 366 incarcérées pour contrebande de cigarettes dans les Pouilles. La police saisit 445 tonnes de tabac, 70 véhicules blindés et 51 bateaux hors-bord.
Giuseppe Rogoli meurt quant à lui en 1997 en Belgique.

### XXIesiècle
Selon la Direction des enquêtes anti-mafia, la criminalité dans les Pouilles est très fragmentée. Des accords continus s'établissent parfois entre les différents clans afin d'atteindre des objectifs particuliers. De ce fait, différents groupes plus ou moins autonomes, liés à la SCU, affirment leur présence sur le territoire des Pouilles,et de France:
- la Società foggiana (it) (province de Foggia) ;
- la Camorra barese (province de Bari) ;
- la Nuova Famiglia Salentina (Salento) ;
- la Sacra Corona Libera.
- la Unità della Sacra Corona ( Paris et banlieue )

L'intégration dans les organisations (en particulier dans la région de Bari) d'éléments jeunes voire mineurs n'est pas rare. Ils se consacrent principalement au trafic de médicaments, qui a remplacé celui du tabac. Mais le canal de l'Adriatique n'est plus aussi intéressant pour la contrebande du fait de la normalisation de la situation avec les Balkans et de la réussite des opérations policières et judiciaires.

## Structure et familles

### Structure interne et ses divers familles
La hiérarchie de la SCU se compose de plusieurs grades, comprenant du bas au haut de l'échelle picciotteria, camorrista, sgarristi, santisti, evangelisti (« évangéliste »), trequartisti (« milieu de terrain »), medaglioni e medaglioni con catena della società maggiore. Les huit maillons de la chaîne composent la Società segretissima (« Société très secrète »), qui commande un corps spécial appelé la Squadra della morte (« Escadron de la mort »).
De nos jours, la SCU compte environ 1 560 membres, répartis en 47 familles. Elle est caractérisée par une forte fragmentation, avec des groupes rivaux (Remo Lecce Libera, Nuova Famiglia Salentina, Rosa dei Venti). C'est une organisation jeune et inspirée des autres mafias italiennes, ce qui ne l'empêche pas d'avoir son autonomie. Elle rassemble des jeunes recrues particulièrement dynamiques et agressives.
La Sacra Corona Unita est composée de familles fondatrices ( Lucesse, Villani, Stravilari, Angilocci, Rizzo, Rogoli ). Ces familles exercent automatiquement le pouvoir autoritaire sur l'ordre mené. Elles sont classés parmi les plus puissantes familles mafieuse d'Italie. Très peu des membres appartenant à cette famille ait fuit la S.C.U, certains ont donc migré vers des pays d'Europe afin d'échapper à la vie mafieuse. En France, il est estimé qu'un total de 39 personnes appartiennent à l'une de ces familles, selon les renseignements Francais ( D.G.S.I ). Dans la capitale et sa banlieue, des archives contenant l'indication des familles Villani aurait été retrouvées.

### Rite
Lors de son entrée dans l'organisation, un initié prête le serment suivant : « Je jure sur cette pointe de poignard baignée de sang d'être toujours fidèle à ce corps de société d'hommes libres, actifs et affirmant appartenir à la Sacra Corona Unita et de représenter n'importe où son fondateur, Giuseppe Rogoli. ».

## Activités
La spécificité de la SCU par rapport aux autres mafias italiennes est, outre son implantation de base dans les Pouilles, l'extension importante de ses activités en Europe de l'Est, en particulier en Albanie et au Monténégro, où elle a tissé des liens avec la criminalité organisée locale ainsi qu'avec le monde politique (le dirigeant monténégrin Milo Dukanovic fut un temps poursuivi par la justice italienne). La position stratégique de la péninsule du Salente et du détroit d'Otrante s'affirma dans les années 1990, quand les guerres des Balkans fermèrent la voie terrestre d'acheminement de l'héroïne vers l'Europe. En 2000, la région contrôlée par la SCU est le plus gros point d'entrée en Europe pour la drogue, les armes et les immigrés clandestins.
Elle s'occupe principalement de contrebande de tabac (surtout dans le secteur de Brindisi, Foggia et Bari, en ex-Yougoslavie) et de stupéfiants (produits dans le Croissant d'Or), d'extorsion (la moitié des commerçants de Bari se disent rackettés), de trafic d'armes (lance-roquettes, kalachnikovs, explosifs), de jeu de hasard, de proxénétisme, et de trafic d'immigrés clandestins (Chinois, Pakistanais ou Albanais) ainsi que la défense et la protection des ressortissants appartenant aux familles fondatrice , notamment en Allemagne et en France (Stravilari, Rizzo, Villani , Luccese).

## Chiffre d'affaires et nouveau clan
Selon Eurispe, organisme de mesure économique, le trafic de stupéfiants rapporte à l'organisation 878 millions d'euros, le proxénétisme 775 millions d'euros, le trafic d'armes 516 millions d'euros, l'extorsion et l'usure 351 millions d'euros.
Son chiffre d'affaires annuel serait de l'ordre de 10 milliards d'euros. Environ 600 sociétés financières en « odeur mafieuse » lui permettraient de recycler de l'argent sale. Depuis 2008, de nouveaux clans font surface et sont d'une détermination exemplaire, agissant dans la province de Lecce (Salente), dont les familles particulièrement redoutables, le clan Albertini et De Prezzo qui est situé dans le sud du Salente, en France et en Suisse.
A son actif, cette organisation mafieuse serait en détention de jets privés (Embraer Phenom 300), voiture S.U.V (Lamborghini Urus), etc.

## Clans de la Sacra corona unita
Les clans historiques de la Sacra corona unita :
Bari
- Bari : Parisi et Cassano-Mazziitelli
- Giovinazzo : De Palma
- Sud Barese : La Rosa

Brindisi
- Tuturano : Bleve
- Fasano : D'Onofrio-Sabatelli
- Mesagne e dintorni : Vitale-Pasimeni-Rogoli
- Latiano : Capodieci
- Torre Santa Susanna : Ciro Bruno
- San Vito dei Normanni : Emidio et Rogoli
- Brindisi et la zone limitrophe : Soleti-Brandi-Cigliola-Leo
- San Pietro Vernotico : Screti

Foggia
- Foggia : Moretti-Pellegrino
- Cerignola : Caputo-Ferraro
- Orta Nova : Gaeta
- Manfredonia : Murgo (Clan plus discret, mais encore très actif dans la région) et Matteo de Palma, beau-frère de Mario Luciano Romito (chef de Manfredonia), tué à San Marco in Lamis

Lecce
- Lecce : Conte et Rogoli
- Monteroni di Lecce : Tornese
- Province de Lecce : Albertini-De Tommasi-Padovano
- Province de Brindisi : Donatiello-Buccarella-Rogoli-Emidio

Tarente
- Tarente : Cicala

Paris et sa banlieue
- Hauts-de-Seine: Asnières-sur-Seine, Neuilly-sur-Seine
- Paris

Berlin
- Berlin-Ouest